# Baltasar Garzón
Pour les articles homonymes, voir Garzon.
Ne doit pas être confondu avec Baltasar Gracián.
Baltasar Garzón, né le 26 octobre 1955 à Torres (Jaén), est un juriste et homme politique espagnol. 
Il est connu à l'étranger comme juge d'instruction pour ses enquêtes sur des affaires de terrorisme, de corruption et sur des crimes commis en Argentine et au Chili par les dictatures. 
En 2012, il est suspendu de la magistrature pour une durée de onze ans par le Tribunal suprême espagnol pour avoir ordonné l'écoute et l'enregistrement illégaux de discussions entre des suspects incarcérés et leurs avocats.

## Naissance et formation
Baltasar Garzón Real, né le 26 octobre 1955 à Torres, dans province de Jaén, en Espagne.

## Les cas les plus connus

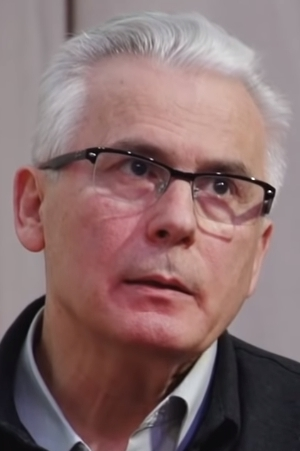
Baltasar Garzón en 2019.

Garzón s'est fait connaître au niveau international en lançant un mandat d'arrêt contre l'ex-dictateur chilien Augusto Pinochet afin de l'entendre sur la mort et la torture de citoyens espagnols à la suite du coup d'État de 1973 au Chili. Ces poursuites s'appuyaient sur le rapport de la Commission chilienne de la vérité (1990-1991), ainsi que sur un câble de l'agent du FBI Robert Scherrer concernant l'opération Condor. Après la mort de Pinochet, il continua d'enquêter sur des blanchiments d'argent commis sous la dictature.
C'est dans cette procédure qu'il tenta également d'entendre l'ex-secrétaire d'État américain Henry Kissinger sur ses relations avec les régimes autoritaires installés dans les années 1970 en Amérique latine et concernant ce que l'on a appelé l'« opération Condor ».
Garzón engagea des poursuites pour génocide contre des fonctionnaires argentins pour la disparition de citoyens espagnols durant la dictature argentine de 1976 à 1983.
En avril 2001, il demanda au Conseil de l'Europe d'exclure le président du Conseil italien, Silvio Berlusconi, membre de l'assemblée parlementaire du Conseil (enquête sur sa Telecinco).
En décembre 2001, Garzón entama une enquête sur les comptes à l'étranger de la deuxième plus grande banque espagnole BBVA, pour délit de blanchiment d'argent.
En janvier 2003, le magistrat critiqua le gouvernement des États-Unis pour la détention de suspects de Al-Qaïda sur la base militaire de Guantánamo à Cuba. Il mena également campagne contre la guerre en Irak de 2003.

## Affaires en Espagne
Il enquêta sur Jesús Gil, ancien maire de Marbella et propriétaire du club Atlético de Madrid, pour corruption.
Il dirigea de grandes opérations anti-drogue, surtout en Galice (Opération Necora). En 1992, il inculpe le trafiquant d'armes international Monser Al Kassar.
Ses investigations en matière de terrorisme contribuèrent à dénoncer les actions de José Barrionuevo Peña, ministre de l'Intérieur du PSOE dans l'affaire des Groupes antiterroristes de libération. Ceci fut un des facteurs de la défaite du PSOE aux élections de 1996.
Garzón enquêta également sur l'organisation terroriste ETA et sur les organismes qui gravitent autour :
- En 1998, il demanda la perquisition de plusieurs sièges de la Coordinadora de Alfabetización y Euskaldunización de Adultos (Coordination de l'alphabétisation et de la « basquisation » d'adultes) et l'arrestation de son trésorier.
- En juillet de la même année, il ordonna la fin des activités de Orain SA, entreprise basque de communication qui gère le journal Egin et sa station radio, Egin Irratia. L'instruction de Garzón finie, l'interdiction fut levée par l'Audience nationale mais Orain SA resta en banqueroute.
- Ensuite il ordonna la cessation des activités de Zabaltzen et la fermeture de Egunkaria, le seul journal édité entièrement en langue basque.

Ces actions sont durement critiquées par les mouvements de défense du basque, qui considèrent que la fermeture de journaux attaque plus la culture basque que le terrorisme d'ETA.
- En octobre 2002, il suspendit durant trois ans les activités du parti Batasuna, le considérant comme dépendant d'ETA.
- De la même manière, il mena des enquêtes sur les organisations du Movimiento de Liberación Nacional Vasco (mouvement de libération nationale basque), comme Xaki, Ekin, Jarrai, Haika et Segi, estimant qu'ils faisaient partie de la nébuleuse ETA.

Depuis 2005, il instruit le dossier de l'opération « Troïka » et ses suites, une vaste enquête sur les activités de blanchiment d'argent liées à la mafia russe en Espagne qui a conduit à de nombreuses arrestations (Majorque, Malaga, Alicante et Madrid).
Le juge Garzon a beau être assis sur une mine de renseignements, le plus difficile reste à faire. Le blanchiment d'argent n'est pas une accusation qui se prouve aisément, les liens du crime avec les milieux d'affaires et de la politique encore moins.
En 2008 Baltasar Garzon a des doutes sur le bon déroulement de la demi-finale Zenit-Bayern (Coupe de l'UEFA 2008, 4-0). Dans le cadre d'une enquête sur l'Opération Troika, il a réuni des preuves indiquant que le match a été truqué.
En 2009, il enquête sur l'affaire Gürtel et place Francisco Correa Sánchez en détention provisoire.

## Critiques

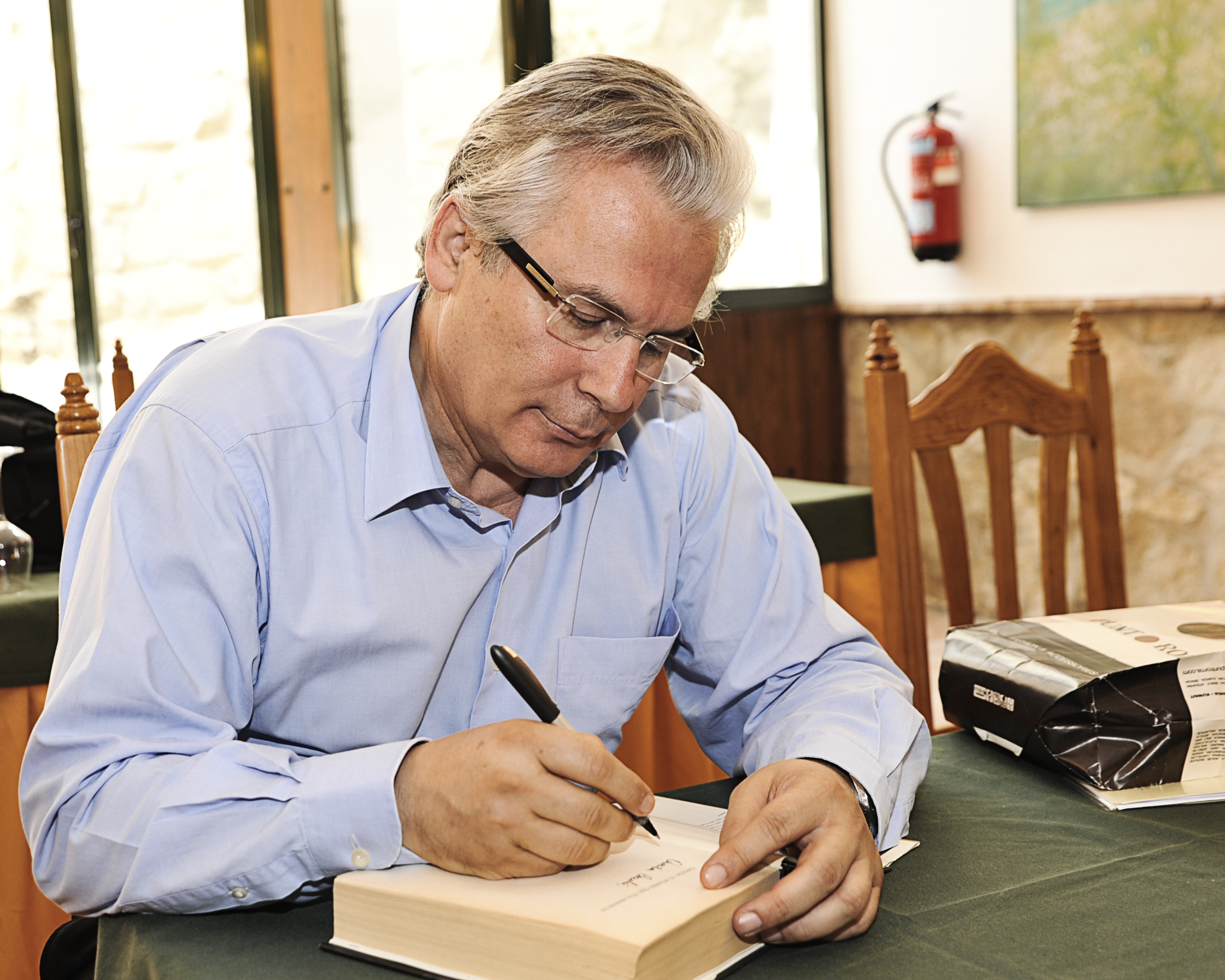
Baltasar Garzón dans sa ville natale en juillet 2012.

Ses détracteurs l'accusent d'être vaniteux et de surtout rechercher la notoriété en s'autoproclamant accusateur public des dirigeants ou anciens dirigeants, étrangers notamment, et d'avoir gardé un fond des idéaux d'extrême gauche de sa jeunesse. Il s'est souvent vu accuser d'être partial. Ce qui a été reconnu par la Cour européenne des droits de l'homme dans le cas Rafael Vera.
En 2008, Baltasar Garzón ouvre une enquête sur les disparitions survenues pendant la guerre d'Espagne et sous le régime franquiste, à la demande de familles de disparus et d'organisations. L'enquête, qui enfreint la loi d'amnistie votée en 1977, doit rapidement se clore et trois organisations d'extrême droite, dont la Phalange espagnole, liée à la dictature, et le syndicat d'extrême-droite Manos Limpias, portent plainte contre lui. La plainte de la Phalange pour prévarication est jugée non recevable mais les deux autres plaintes sont acceptées. Garzón risque entre 12 et 20 ans d'interdiction d'exercice de sa fonction de magistrat. De nombreuses personnes et des intellectuels de gauche lui apportent leur soutien et la procédure judiciaire est dénoncée par certains, notamment les syndicats CCOO et UGT, comme une persécution. Des manifestations de soutien au juge ont eu lieu en Espagne et à l'étranger. Parallèlement, une manifestation de moindre ampleur organisée par la Phalange se déroule à Madrid. Ce procès s'inscrit dans le cadre des débats sur la « mémoire historique » et l'amnistie des crimes de la dictature franquiste, décidée pendant de la transition démocratique.
Des spécialistes de la guerre d'Espagne, tels que Stanley Payne, ont sévèrement critiqué le magistrat espagnol affirmant que celui-ci « ne représente pas la justice, mais la politique » ("no representa a la justicia, sino a la política") et que son enquête sur les crimes du franquisme est une « plaisanterie de mauvais goût» ("una broma de mal gusto").
Joaquín Leguina, une des figures historiques de la social-démocratie espagnole, critique sévèrement Garzón : « Le message que le juge et ses hooligans ont réussi à coller est tellement négatif qu’il en est sinistre. En fait, cette malheureuse affaire a semé l’idée qu’en trente ans de démocratie les Espagnols ont été incapables de surmonter le passé, que la Transition a été une lâcheté, que la Guerre civile est un thème tabou et qu’une bonne partie de la droite continue d’être franquiste. Un tissu de mensonges ». Il est accusé de pratiquer un double standard en ne poursuivant que les crimes commis par les franquistes mais en refusant de poursuivre les crimes commis par les républicains,,,.
Il a souvent été présenté par la droite comme un juge socialiste motivé par son idéologie de gauche. S'il reconnaît être de gauche (chose qu'il n'a jamais cachée), il affirme que son idéologie n'a jamais nui à son travail de juge.

## Condamnation pour écoutes illégales
Le 9 février 2012, il est condamné pour prévarication dans l'instruction de l'affaire Gürtel, un scandale de corruption qui touche la droite espagnole, et est suspendu de la magistrature pour 11 ans, pour avoir ordonné l'écoute et l'enregistrement de conversations entre des détenus soumis à la détention provisoire et leurs avocats. Cette décision, prise à l'unanimité des sept juges de la Cour suprême, met un terme à sa carrière,,. 
Concernant l'accusation d'avoir enquêté sur les crimes commis sous le régime politique de Francisco Franco, le Tribunal Suprême d'Espagne juge que Garzón a commis une « erreur » en voulant instruire les crimes du franquisme mais qu'il n'est pas coupable de forfaiture (ce qui signifie que Garzon n'a pas pris de décision judiciaire en sachant qu'elle était contraire au Droit).

## Carrière politique
En 1993, Garzón décide d'entamer une carrière politique au sein du PSOE afin de lutter de l'intérieur contre la corruption installée à l'ombre du Parti socialiste.
Numéro deux sur la liste socialiste à Madrid, il est nommé délégué du gouvernement pour le plan national des drogues après la victoire législative de 1993. Mais rapidement, constatant le peu de soutien de ses autorités de tutelle à vouloir effectuer un grand ménage contre la corruption et probablement déçu de ne pas se voir proposer un mandat plus important, il abandonne cette carrière politique pour revenir au droit et s'éloigne du PSOE.

### Conseiller du gouvernement colombien
En mai 2011, le juge Garzon est nommé conseiller externe de l'Organisation des états américains pour une durée d'un an à l'invitation du gouvernement colombien. Sa nomination a été critiquée en Colombie, certains l'estimant inopportune au vu du fait qu'il était déjà à l'époque suspendu de ses fonctions judiciaires en Espagne.

### Nouveau parti politique
En 2017, il crée un nouveau parti de gauche portant le nom d'« Actúa », littéralement « Agit », ayant pour but de faire tomber la droite au pouvoir, grâce à une large coalition de forces de gauche. Le parti obtient 0,11 % aux élections européennes de 2019 en Espagne.

## Défense de Julian Assange
Baltasar Garzón est l'avocat et le coordinateur de la défense juridique du lanceur d'alerte Julian Assange. Un documentaire "Garzon/Assange - Le juge et le rebelle" portant sur la relation entre les deux hommes a été diffusé par la RTBF. Baltasar Garzón s'est montré inquiet à plusieurs reprises du changement politique en Equateur qui a vu Lenin Moreno devenir le nouveau Président. Inquiétude confirmée par l'arrestation de son client par la police britannique à l'ambassade d'Equateur de Londres le jeudi 11 avril.

## Ouvrages
En février 2005, il publie son premier et unique ouvrage, Un monde sans peur, dans lequel il décrit un mode de pensée ou écrit des lettres pour ses fils, les points les plus importants et polémiques de ses 17 ans en fonction de juge. Il donne également son opinion sur des thèmes d'actualité et dévoile des données (d'influence nationale comme internationale) peu connues jusqu’alors. Le livre a soulevé une polémique et a reçu de nombreuses critiques, surtout de la part de la droite espagnole.
Au-delà de ce livre, il y a une autre œuvre remarquable sur Garzón, dont l'auteur est la journaliste Pilar Urbano, son titre est : Garzón: El hombre que veía amanecer (Garzón : l'homme qui voyait le lendemain). Ses ennemis l'ont traitée d'hagiographie, mais il permet d'en savoir plus sur la vie et l'idéologie du juge.
Il est également visé dans d'autres ouvrages critiques, comme Garzón, la otra cara (La face cachée de Garzón) de Pepe Rei, ancien rédacteur en chef du quotidien Egin et de la revue Ardi Beltza, qui fut accusé par Garzón lui-même. Dans cet ouvrage, on l'accuse de torture envers les prisonniers d'ETA appuyé par Garzón et l'État espagnol.